# Rhaucoides riveti
Rhaucoides riveti is een hooiwagen uit de familie Cosmetidae. De originele naamcombinatie (protoniem) was Rhaucoides riveti Roewer, 1914*. De huidige (vanaf 2025) geldig wetenschappelijke naam van Rhaucoides riveti gaat terug naar Roewer. Een junior subjectief synoniem is Rhaucoides festae Roewer 1925 gesteld door Medrano, García & Kury, 2022. Een andere is Pararhauculus sulfureus Mello-Leitão 1939 gesteld door Medrano, García & Kury, 2022, na Kury 2003 (= R. festae). Een andere is Cumbalia octomaculata Roewer 1963 gesteld door Medrano, García & Kury, 2022. Een andere is Libitioides riveti Roewer 1914 (=homonym) gesteld door Kury & Medrano, 2022.
(* Maar met twijfels voor de beschikbaarheidsdatum, stelt de afdruk het als "1919", belangrijker, dezelfde auteur stelt zelf de publicatiedatum als 1914 (Roewer, 1923: 306)).